# Тарлан, Али Нихад
Али Нихад Тарлан (тур. Ali Nihad Tarlan, 1898 — 30 сентября 1978) — турецкий историк, поэт и литературовед лезгинского происхождения, доктор филологических наук (1932), доктор философии, доцент (1933), профессор (1941). Тема кандидатской диссертации: «Масневи «Лейла и Меджнун» в исламской литературе» («İslam Edebiyatında «Leyla ve Mecnun» Mesnevi», 1921). Тема докторской диссертации: «Şeyhî» Divanını Tetkik» (1932).

## Биография
Али Нихат Тарлан (тур. Ali Nihad Tarlan) родился в 1898 году в г. Стамбул, в районе Везнеджилер (тур. Vezneciler) в европейской части Стамбула, в семье интеллигентных служащих из Дагестана. его дед — ал-Хаджжи Али-эфенди (тур. Pullu Hacı Ali Efendi или Ömer Keşfî Efendi) был состоятельным лезгином-мухаджиром, поэтом переселившийся в провинцию Эрзурум, где и родился отец Тарлана — Мехмет Назиф-бей (тур. Mehmet Nazif Bey, ум. 1927).
Отец Мехмет Назиф-бей был военным, служил бухгалтером в 3-й Османской армии в македонской провинции Битола, увлекался также поэзией, писал стихи. Али Нихат учился там пока его отец служил. Мехмет Назиф-бей научил сын азам арабского и персидского языка и пониманию литературы в целом. Французскому языку Али Нихат учился дома у частного репетитора. Был один интересный случай в школе «Ребер-и-Маариф», когда он поставил театральную пьесу на французском языке перед местным военным штабом. В награду за самодеятельность ему подарили несколько книг – в том числе тома турецкой поэзии, художественной и публицистической литературы. Али Нихат поступил в Военную среднюю школу в Битоле (Македония), но был вынужден переехать во французский колледж в Фессалониках, когда его отец был переведен туда в 1909 году. На следующий год отец ушёл в отставку, и семья вернулась в г. Стамбул. Мать Тарлана звали Уммухани (тур. Ümmühani).
Во время первой мировой войны прервал учебу и поступил на воинскую службу. После окончания средней школы (тур. Vefa High School) и службы военным переводчиком он поступил в 1917 году на французский, персидский и турецкий факультеты İstanbul Darülfünun (ныне Стамбульский университет), который окончил в 1919 году (по другим данным в 1920 году). Здесь же на литературном факультете защитил докторскую диссертацию по теме «Масневи «Лейла и Меджнун» в исламской литературе» («İslam Edebiyatında «Leyla ve Mecnun» Mesnevi»), тем самым став первым, кто получил докторскую степень по литературе в Турции в 1922 году. Сулейман Назиф, крупный поэт, написал специальную статью в похвалу диссертации Тарлана. Али Нихат Тарлан преподавал персидский язык в средней школе Mektebi Sultani (Galatasaray High School) в течение своих лет в İstanbul Darülfünun. Получив докторскую степень, Тарлан начал свою карьеру в качестве преподавателя французского и турецкого языков в различных средних школах Стамбула, в том числе в школах, принадлежащих к армянскому меньшинству. Он проработал учителем почти 14 лет.

## Профессиональная деятельность
С 1919 по 1933 год работал преподавателем турецкого и французского языков и литератур в Стамбульском университете. В 1933 году, в период университетской реформы, стал доцентом кафедры турецкого языка и литературы, в 1941 году стал профессором, а с 1953 года возглавил кафедру старотурецкой литературы. Тарлан получил свое профессорское звание благодаря специальному исследованию («Şeyhî» Divanını Tetkik») поэзии Шейхи, турецкого барда XIV века (тур. Sinan Şeyhi, ум. 1428), на кафедре турецкого языка и литературы Стамбульского университета в 1933 году, после так называемой университетской реформы.
Тарлана описывали как трудолюбивого исследователя и строгого профессора. Он был одним из немногих ученых-литературоведов, занимавшихся исследованием исламской и восточных литератур. Наряду с изучением диванной литературы как основной специальности занимался также иранской и пакистанской литературами. Переводил на турецкий язык произведения ираноязычных писателей и поэтов, в том числе многие произведения Низами Ганджави, известные сборники стихов пакистанских поэтов, например, Мухаммада Икбала и др. За эту деятельность правительствами Ирана («The Royal High Order», 1947, 1973 гг.) и Пакистана («Star of Pakistan», 1961) был награжден почетными грамотами и премиями. Министерство образования Турции наградило Тарлана за докторскую диссертацию. Его статьи и произведения, а также стихи публиковались в журналах «Богатство наук» («Servet-i Fünün»), «Литературная газета» («Edebiyat Gazetesi»), «Днем» («Gündüz»), «Молодость» («Gençlik») и др. После выхода на пенсию в 1972 году (с 1 августа) он также продолжил свою работу, внося свой вклад в научную жизнь своими новыми статьями и книгами.
Али Нихат Тарлан умер 30 сентября 1978 года. Был похоронен на кладбище İçerenköy Mezarlığı в г. Стамбул, оставив после себя более 20 произведений критики и комментариев к классической исламской литературе на турецком, арабском и персидском языках. У Али Нихата Тарлана была семья: супруга — Фатима (тур. Fatma Leman Hanım, ум. 1973), единственный сын: Adnan Siyadet Tarlan (1927–2002), а также внук по имени Неджат (род. 1971, тур. Nejat).

## Труды
Поэтические сборники:
1.«Солнечный лист» («Güneş Yaprak», 1953), «Лебеди» («Kuğular», 1970).

Научные и литературоведческие труды:
1. «Литературное творчество» («Edebi Sanatlar») (1934, 1964);
2. «Изучение дивана «Шейхи» («Şeyhi» Divanin Tedkik») (1933);
3. «Диван «Хаялы-бей» («Hayalı Bey» Divanı) (1936);
4. «Направления в диванной литературе» («Divan Edebiyatında Tevhidler») (1936);
5. «Загадка в диванной литературе» («Divan Edebiyatında Muamma») (1937);
6. «Иранская литература» («İran Edebiyatı») (1944);
7. «Восстановление текста» («Metin Tamiri») (1945);
8. «Поэзия дивана в поэтических сборниках» («Şiir Mecmualarında Divan Şiiri») (1948);
9. «Задачи литературы» («Edebiyat Meseleleri») (1961);
10. «Диван «Наджати-бей» («Neceti Bey» Divani») (1963);
11. «Диван «Ахмед- паша» («Ahmed paşa» Divanı») (1966);
12. «Толкование дивана Физули» («Fuzuli Divani Şerhi») (1986).

Изданные брошюры и лекции:
1. «Шейх Галиб» («Şeyh Galib»);
2. «Современная иранская поэзия» («Çağdaş İran Şiiri»);
3. «Мехмед Акиф» («Mehmed Akif»);
4. «Беседы об искусстве и литературе» («Sanat ve Edebiyat Musahabesi»);
5. «Подлинный реформатор в литературе» Танзимата («Tanzimat Edebiyatında Hakiki Mücedid»);
6. «Алишер Навои» («Ali Şir Nevai»);
7. «Героизм в турецкой литературе» («Türk Edebiyatında Hamaset»);
8. «Старое и новое в литературе» («Edebiyatta Eskilik ve Yenilik»);
9. «Взгляды на искусство в диванной литературе» («Divan Edebiyatında Sanat Telakkisi»);
10. «Абдулхак Хаким» («Abdülhak Hamid»);
«Мевлана Джелалледин Руми» («Mevlana Celaleddin Rumi»).

Переводы с персидского:
1. «Ошибки Зороастра» («Zerdüştum Hataları») (1935);
2. «Диван «Низами Гянджеви» («Nizami Gencevi» Divani») (1944);
3. «Лейла и Меджнун» («Leyla ve Mecnun») (1944);
4. «Диван «Явуз Султан Селим» («Yavuz Sultan Selim» Divani») (1946);
5. «Диван «Нефи» («Nefi» Divani) (1947);
6. «Хосров и Ширин» («Hüsrev ve Şirin») (1959);
7. «Новость с Востока» («Şarktan Haber») (1959);
«Секреты и символы» («Esrar ve Rumuz») (1959).